# Cimarron Manifesto
Cimarron Manifesto ist das zehnte Studioalbum des US-amerikanischen Country- und Folkmusikers Jimmy LaFave, das er im Mai 2007 veröffentlichte.

## Titelliste
1. Car Outside – 4:28
2. Catch the Wind – 5:23
3. This Land – 4:47
4. Truth – 2:59
5. Lucky Man – 5:50
6. Hideaway Girl – 4:22
7. That’s the Way It Goes – 3:17
8. Not Dark Yet – 6:51
9. Walk a Mile in My Shoes – 4:55
10. Don’t Ask Me – 3:11
11. Home Once Again – 6:18
12. These Blues – 3:40

## Hintergrund

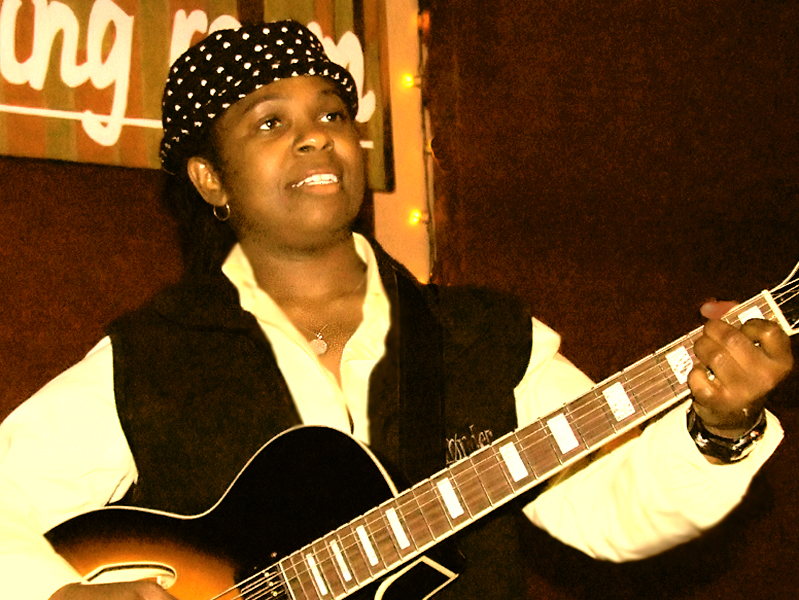
Ruthie Foster

Cimarron Manifesto besteht aus neun Original- und drei Coversongs. Bis auf die Lieder Catch the Wind (Donovan), Not Dark Yet (Bob Dylan) und Walk a Mile in My Shoes (Joe South) sind alle von LaFave geschrieben.
Unterstützt wurde er unter anderem von Ruthie Foster und Kacy Crowley, sowie von Carrie Rodriguez, die auf der Geige zu hören war. Der Künstler produzierte die CD selbst.
Das Album wurde am 8. Mai 2007 auf CD veröffentlicht. Cimarron Manifesto war LaFaves zehntes Studioalbum und seine 13. Veröffentlichung insgesamt. Es folgte auf das 2005 erschienene Blue Nightfall. Sein nächstes Studiowerk brachte er im Oktober 2012 mit Depending on the Distance heraus.

## Rezeption
Das Album erhielt hauptsächlich positive Kritiken. Thom Jurek von Allmusic vergab vier von fünf möglichen Sternen. Es sei ein Album „für uns alle“. LaFave habe einen Lauf und mache keine Anzeichen nachzulassen. Seine Stimme beschreibt er als verraucht.
Auch David Lynch von der Austin Chronicle lobte das Werk. Besonders gefiel dem Kritiker der Titel Lucky Man, auch das Dylan-Cover Not Dark Yet erwähnte er lobend. Den Ton der Lieder beschreibt er als bittersüß und nostalgisch.
Zudem konnte er sich in einigen regionalen Hitparaden auf den vordersten Rängen platzieren.
LaFaves Coverversion des Songs Not Dark Yet war in der dritten Folge der dritten Staffel der Fernsehserie Californication zu hören.